# Parti de la liberté (Lituanie)
Pour les articles homonymes, voir Parti de la liberté.
Le Parti de la liberté (en lituanien : Laisvės partija, LP) est un parti politique social-libéral lituanien, fondé en 2019 par Aušrinė Armonaitė and Remigijus Šimašius (ex LRLS).
Il a obtenu 9,45 % des voix et 11 députés lors des élections législatives de 2020.

## Résultats électoraux

### Élections législatives
| Année | Chef de file      | Votes   | %    | #  | Sièges   | Gouvernement        |
| ----- | ----------------- | ------- | ---- | -- | -------- | ------------------- |
| 2020  | Aušrinė Armonaitė | 107 057 | 9,45 | 5e | 11 / 141 | Šimonytė            |
| 2024  | Aušrinė Armonaitė | 55 845  | 4,59 | 7e | 0 / 141  | Extra-parlementaire |